# Conselleria de Sanitat, Treball i Seguretat Social de la Generalitat Valenciana
La Conselleria de Sanitat, Treball i Seguretat Social de la Generalitat Valenciana fou un departament o conselleria del Consell Valencià que estigué en funcionament al llarg de la darrera etapa del Govern preautonòmic i durant els primers tres anys del govern de la I Legislatura autonòmica (1983 - 1987).

## Llista de Consellers de Sanitat, Treball i Seguretat Social
| Legislatura  | Nom                             | Inici                 | Fi                   | Partit |
| ------------ | ------------------------------- | --------------------- | -------------------- | ------ |
| Preautonòmic | Ángel Luna González             | 1 de desembre de 1982 | 28 de juny de 1983   | PSPV   |
| I            | Miguel Ángel Millana Sansaturio | 28 de juny de 1983    | 24 de juliol de 1985 | PSPV   |

Després s'integraria a altres conselleries o inclouria altres competències.